# خوان أمادور سانشيز
خوان أمادور سانشيز (بالإسبانية: Juan Amador Sánchez) هو لاعب كرة قدم أرجنتيني في مركز الدفاع، ولد في 26 يناير 1961 في Totoras ‏ في الأرجنتين. لعب مع ريفر بليت.

## وصلات خارجية
- خوان أمادور سانشيز على موقع قاعدة بيانات كرة القدم.إي يو (الإنجليزية)
- خوان أمادور سانشيز على موقع Soccerway.com (الإنجليزية)